# Осокоровка (Черниговская область)
Осоко́ровка (укр. Осокорівка) – село, расположенное на территории Бобровицкого района Черниговской области (Украина) на левом берегу реки Недра.
Население составляет 270 жителей (2006 год). Плотность населения — 236,43 чел/кв.км.
Впервые упоминается в 1857 году.
Село Осокоровка находится примерно в 18 км к северо-востоку от центра города Бобровица. Средняя высота населённого пункта — 132 м над уровнем моря. Село находится в зоне умеренно континентального климата.
Национальный состав представлен преимущественно украинцами, конфессиональный состав — христианами.